# Campeonato Europeo de Curling Femenino de 2007
El XXXIII Campeonato Europeo de Curling Femenino se celebró en Füssen (Alemania) entre el 1 y el 8 de diciembre de 2007 bajo la organización de la Federación Mundial de Curling (WCF) y la Federación Alemana de Curling.
Las competiciones se realizaron en el Bundesleistungszentrum de la ciudad alemana.

## Tabla de posiciones
| Pos | Equipo          | G | P | G–P |
| --- | --------------- | - | - | --- |
| 1   | Dinamarca       | 8 | 1 | 1–0 |
| 2   | Suecia          | 8 | 1 | 0–1 |
| 3   | Suiza           | 7 | 2 | –   |
| 4   | Escocia         | 6 | 3 | –   |
| 5   | Rusia           | 5 | 4 | –   |
| 6   | Alemania        | 3 | 6 | 1–0 |
| 7   | Italia          | 3 | 6 | 0–1 |
| 8   | República Checa | 2 | 7 | 1–0 |
| 9   | Austria         | 2 | 7 | 0–1 |
| 10  | Finlandia       | 1 | 8 | –   |

## Cuadro final
|  | Clasif. a semifinal | Clasif. a semifinal | Clasif. a semifinal |  |  | Semifinal | Semifinal |  |         | Final  | Final |
|  |                     |                     |                     |  |  |           |           |  |         |        |       |
|  | 1                   | Dinamarca           | 4                   |  |  |           |           |  |         |        |       |
|  | 2                   | Suecia              | 8                   |  |  |           |           |  |         | Suecia | 9     |
|  |                     |                     |                     |  |  | Dinamarca | 5         |  | Escocia | 4      |       |
|  |                     | Escocia             | 7                   |  |  |           |           |  |         |        |       |
|  | 3                   | Suiza               | 6                   |  |  |           |           |  |         |        |       |
|  | 4                   | Escocia             | 9                   |  |  |           |           |  |         |        |       |

## Medallistas
| Evento | Oro                                                                              | Plata                                                                          | Bronce                                                                                 |
| ------ | -------------------------------------------------------------------------------- | ------------------------------------------------------------------------------ | -------------------------------------------------------------------------------------- |
| Equipo | Suecia · Anette Norberg · Eva Lund · Cathrine Lindahl · Anna Svärd · Maria Prytz | Escocia Kelly Wood Jacqueline Lockhart Lorna Vevers Lindsay Wood Karen Addison | Dinamarca Lene Nielsen Helle Simonsen Camilla Jørgensen Maria Poulsen Jeanne Ellegaard |